# Pseudo-mot
Un pseudo-mot est une chaîne de caractères ressemblant à un mot réel mais n'ayant aucun sens. Le terme « logatomes » est quelques fois utilisé. Les pseudo-mots respectent les règles phonologiques ou conventions orthographiques de la langue et sont donc prononçables, comme de vrais mots (par exemple « cavutre » ou « poidure » en français). Ils sont parfois, à tort, assimilés aux non-mots, qui sont eux des chaînes de caractères ne respectant pas les règles phonologiques de la langue (par exemple « dfgvib »).
Les pseudo-mot peuvent être utilisés en orthophonie afin d'aider à la compréhension de la logique d'un langage et ainsi faciliter par après la découverte de nouveaux mots.

## Voir
- Nonce word (en)